# Estufa de ceràmica

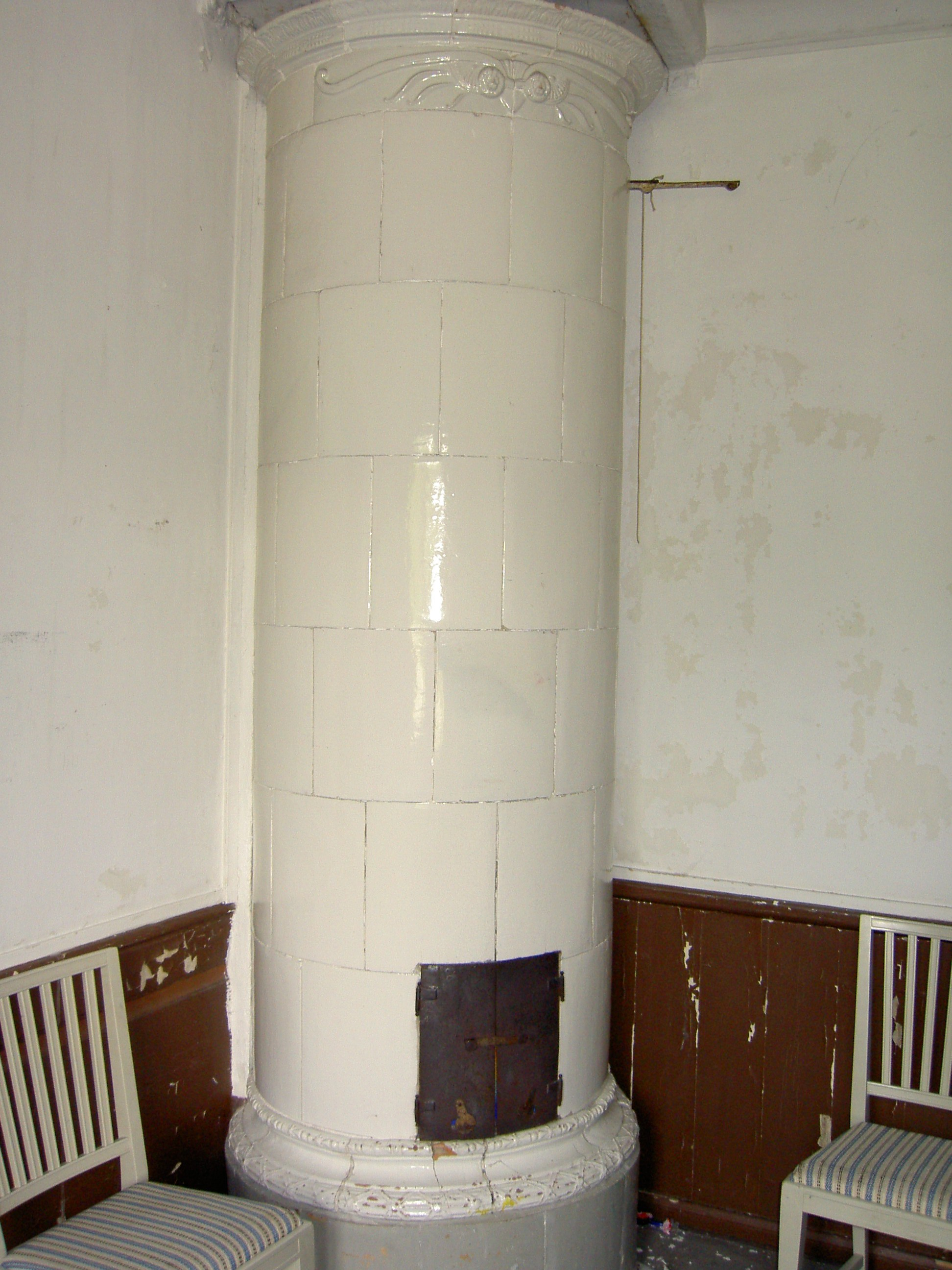
Una estufa de ceràmica rodona d'estil escandinau clàssic que s'adapta a la cantonada d'una habitació.

Un estufa de ceràmica (també anomenada estufa de majòlica) és un dispositiu emprat per escalfar un espai interior mitjançant calefacció radiant, captant la calor de la combustió periòdica de combustible (generalment llenya) i després irradiant la calor a una temperatura força constant durant un llarg període. Els escalfadors de ceràmica coberts de rajola s'anomenen estufes de ceràmica. La tecnologia ha existit de diferents formes, des dels períodes neoglacials i neolítics. Les excavacions arqueològiques han revelat excavacions d'antics habitants que utilitzaven el fum calent dels incendis als seus habitatges subterranis, per irradiar-lo cap als espais habitables. Aquestes primeres formes han evolucionat cap a sistemes més moderns.

## Història
L'evidència trobada des de l'any 5.000 aC de blocs massius de ceràmica utilitzats per retenir la calor prefiguraven les primeres formes de fogueres que s'utilitzaven com a fonts de calefacció multifuncionals. Les evolucions posteriors van arribar amb l' hipocaust romà i amb l'estufa austroalemanya (Kachelofen, literalment "forn de rajoles", o Steinofen, "forn de pedra"), utilitzant el fum i la xemeneia de sortida d'un sol foc. A l'est i el nord d'Europa i el nord d'Àsia, aquestes estufes van evolucionar en moltes formes i noms diferents: per exemple, l'estufa russa (rus: Русская печь), l'estufa finlandesa (en finès: pystyuuni o kaakeliuuni, "forn de rajoles", o pönttöuuni, "forn de bol" per a la versió revestida de metall) i l'estufa sueca (en suec: kakelugn, "estufa de rajoles") associada a Carl Johan Cronstedt. Els xinesos van desenvolupar el mateix principi en la seva estufa de llit Kang .
Un escalfador de ceràmica està definit per l'ASTM International com "un sistema de calefacció ventilat de construcció predominantment de ceràmica amb una massa d'almenys 800 kg (1.760 lb), exclosa la xemeneia i la base de l'escalfador de ceràmica. En particular, un escalfador de ceràmica està dissenyat específicament per capturar i emmagatzemar una part substancial de l'energia tèrmica d'un foc de combustible sòlid a la massa de l'escalfador a través de canals interns d'intercanvi de calor, permetent una càrrega de combustible sòlid barrejat amb una quantitat adequada. d'aire per cremar ràpidament i més completament a altes temperatures per tal de reduir l'emissió d'hidrocarburs no cremats, i han estar construïts amb una massa i una superfície suficients de manera que, en condicions normals de funcionament, la temperatura de la superfície externa de l'escalfador (de ceràmica, excepte a la zona interna i, al voltant de la o les portes de càrrega de combustible), no superi 110 °C (230 °F) "

## Característiques

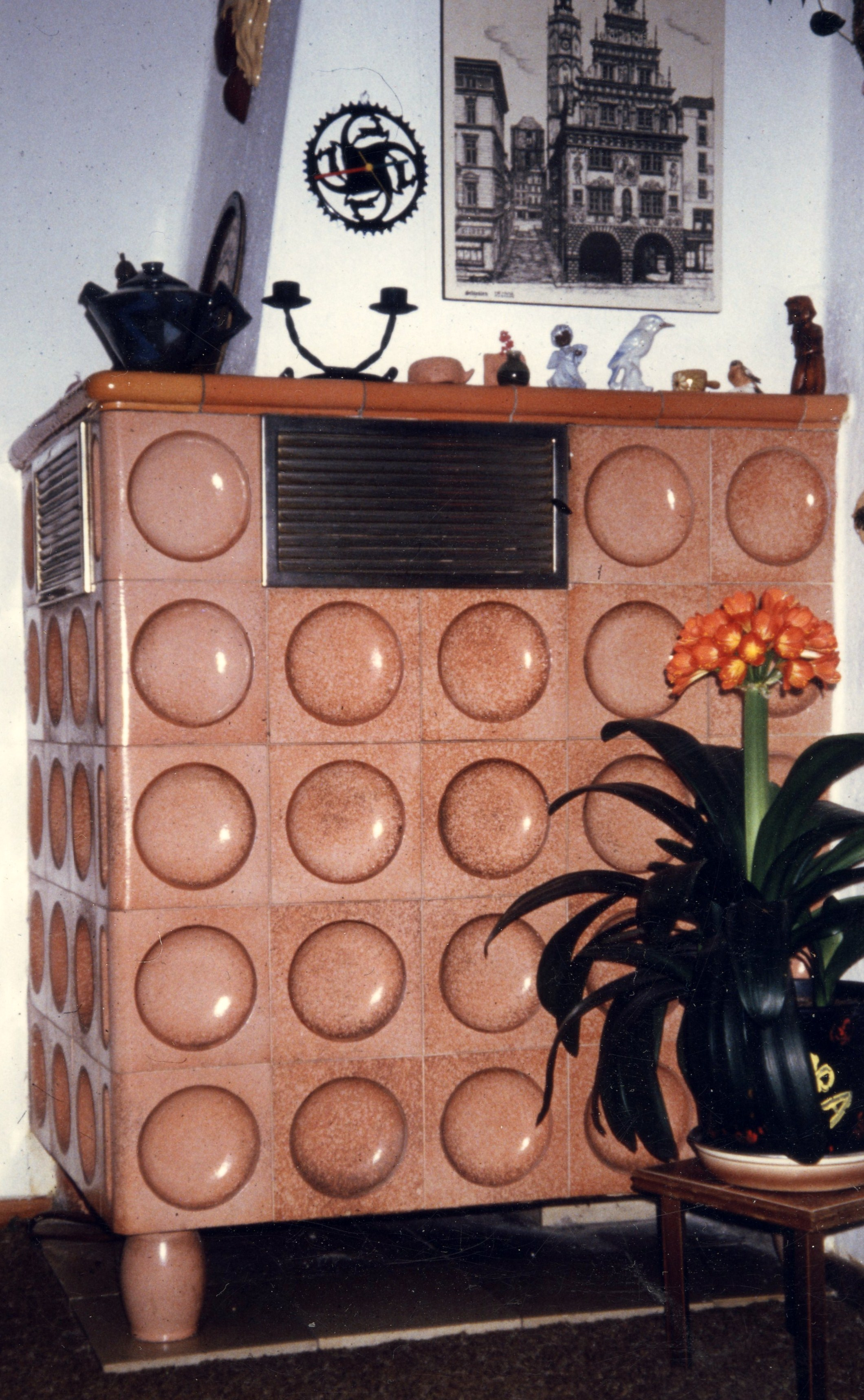
Una estufa d'estufa utilitzada per a la calefacció central, construïda cap a l'any 1959.

L'estufa està feta de ceràmica com ara maó (maó refractari), rajola, pedra, estuc o una combinació de materials, en lloc d'acer o ferro colat. Normalment requereix un suport especial per suportar el seu pes. Consisteix en una caixa de foc i canals d'intercanvi de calor o envans que proporcionen una superfície addicional. Aquests absorbeixen la calor dels gasos d'escapament calents abans que els gasos surtin a la xemeneia. Quan no es dispara, la connexió de l'escalfador de ceràmica a la xemeneia de vegades té un amortidor per evitar que la calor s'escapi per la xemeneia; llavors la calor s'irradia des de la ceràmica.
La ceràmica triga més a escalfar-se que el metall; però un cop calent, l'escalfador irradiarà aquesta calor durant un període molt més llarg i a una temperatura molt més baixa que la que utilitzaria una estufa metàl·lica (el metall només està calent quan hi ha un foc a l'interior de l'estufa i durant un curt període després).). Es poden construir seients i fins i tot llits al costat de l'estufa de ceràmica; això és possible perquè les superfícies exteriors de l'escalfador són prou fresques per tocar-les amb seguretat. La característica d'alliberament de calor lent pot fer que un escalfador de ceràmica sigui una opció més convenient per escalfar una casa que una estufa de llenya de metall.
L'estrès per calor és una preocupació important durant la construcció d'escalfadors de ceràmica. Les diferències de temperatura dins del nucli de ceràmica de l'escalfador poden provocar una expansió diferencial. Un paleta d'escalfadors hàbil sap com afrontar aquesta tensió en dissenyar i construir l'escalfador, evitant així que l'expansió desigual provoqui esquerdes a l'exterior. Hi ha dues maneres generals d'abordar aquesta preocupació. Un és incorporar un buit entre el nucli interior de l'escalfador i la seva "pell" exterior. L'altre és construir un disseny més monolític amb aspectes de post-tensió per compensar mecànicament l'expansió i la contracció. :172
La velocitat amb què una estufa, de ceràmica o no, aconsegueix la temperatura adequada ve determinada pel gruix específic i les característiques dels materials utilitzats en la seva construcció. Els escalfadors metàl·lics molt sensibles s'escalfen més ràpidament i són bons per ajustar més ràpidament la temperatura interior. Els escalfadors menys sensibles triguen més a escalfar-se, però són més adequats per a llargs períodes de fred perquè emmagatzemen i proporcionen calor durant un període més llarg. :131

## Kachelofen

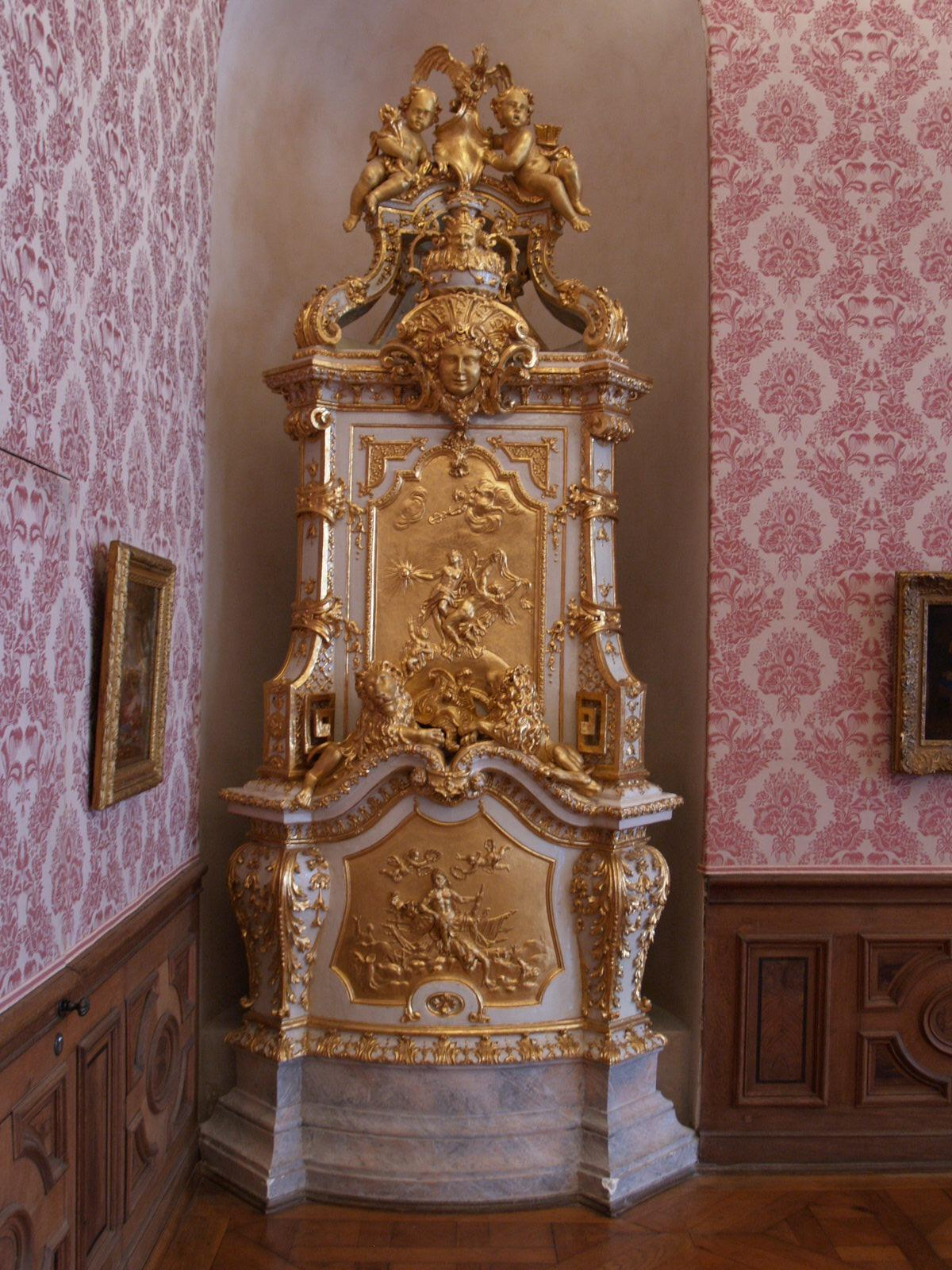
Kachelofen de Joseph Effner, palau de Schleissheim (ca. 1720)

L'alemany Kachelofen (colleres) és un escalfador domèstic relativament gran envoltat de rajoles de ceràmica, que existeix durant almenys cinc segles. Durant el període renaixentista a Alemanya, els constructors d'aquestes estufes formaven part d'un ofici diferent i es deien Hafnermeister. :98
Una estufa d'estufa utilitza un passatge semblant a un laberint creat amb maó refractari per alliberar gasos i fum del foc de llenya lentament, permetent que el maó resistent retingui la major quantitat de calor possible dels gasos i el fum. La rajola ceràmica que envolta l'estufa també actua com a aïllant per retenir la calor. Aquestes estufes es van dissenyar amb cura perquè s'escapés la mínima quantitat de calor, només la quantitat necessària per escalfar el conducte de fum per mantenir un tiratge d'aire adequat. El maó refractari utilitzat en la construcció conté un 80% més de calor que els metalls ferrosos com el ferro colat, mentre que la seva conductivitat tèrmica és 1/45 de la del ferro o l'acer. :98Una estufa de escopinyes és prou eficient per escalfar una casa fins a 6 a 12 hores després que el foc hagi deixat de cremar. :100

## Estufa russa
L'estufa russa, un altre escalfador típic de ceràmica, va evolucionar a Rússia al segle xv, després que el conducte de fum de maó s'afegís a la tradicional xemeneia de foc negre, que no tenia la chimeneia i s'aspirava directament a l'habitació. L'addició del conducte de fum va permetre una millor utilització de la calor fent passar el fum i els gasos a través del laberint de maó anomenat kolenya (коленья. "genolls" o "corbes") abans de deixar-lo entrar a la chimeneia. La gran massa tèrmica d'aquests revolts captava la calor, alliberant-la lentament després. L'estufa típica russa és una gran massa de ceràmica, generalment cuboide, que sol pesar entre 1 i 2 tones, construïda al centre d'una cabana de tronc d'izba tradicional, coberta d'estuc i emblanquinada amb cura.
La majoria de les estufes russes consisteixen en una gran llar de maó refractari, sovint prou gran com per a un home adult, amb un conducte que continua cap a un intercanviador de calor semblant a un laberint construït amb un maó normal, generalment amb una estufa integrada per cuinar, que de vegades va utilitzar una llar de foc secundària per cuinar ràpidament els aliments sense escalfar tot l'assumpte; tot cobert amb una carcassa exterior de maó, normalment amb un pedestal per a una feina de cuina i llits encastats. L'estufa es construïa normalment per una de les parets de la casa, o, a les cases més grans, amb diverses habitacions, en una de les parets, en aquest cas l'habitació sense llar de foc i, per tant, el fum, però escalfada pel costat de maó de l'estufa, s'anomenava svetlitsa ("la lleugera") i s'utilitzava com a sala d'estar, mentre que l'altra s'utilitzava com a cuina. Els petits espais que quedaven darrere de l'estufa i sota la seva base de troncs eren anomenats zapechye ("darre de l'estufa") i podpechye ("sota l'estufa") i s'utilitzaven com a emmagatzematge sec i càlid.

## Estufa finlandesa

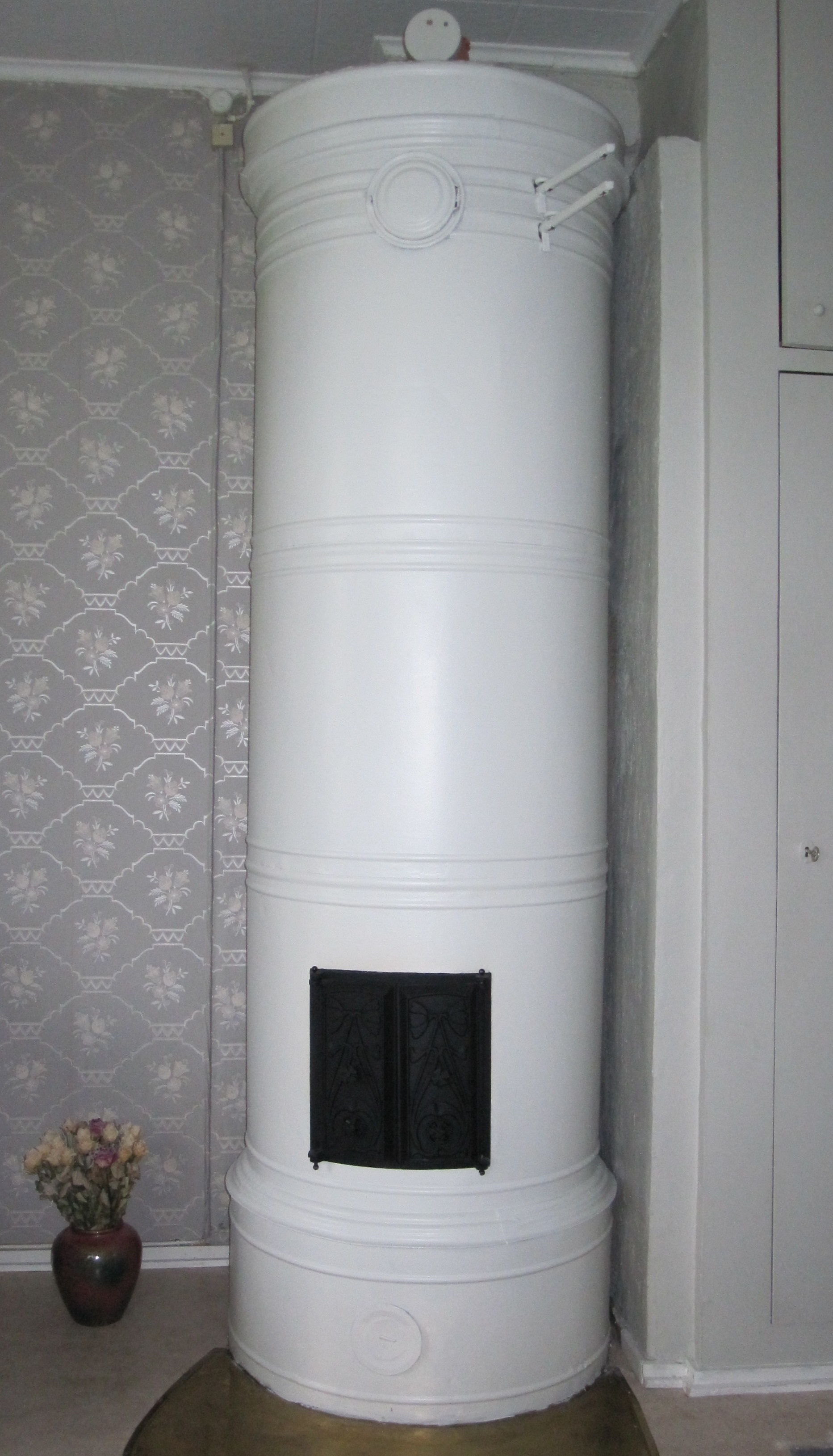
Un pönttöuuni pintat de blanc

Les estufes finlandeses tradicionals segueixen de prop l'aspecte de l'escalfador de rajoles suecs rodones, normalment construïts amb maó. A finals del segle xix, la idea d'utilitzar anelles de xapa, en lloc de rajoles, es va entendre a Finlàndia. La primera menció de l'ús de metall per cobrir l'escalfador es pot trobar en una sol·licitud de patent sueca data de 1878. L'escalfador revestit de metall no es va entendre a Suècia, però es va convertir en el tipus d'escalfador de ceràmica més popular a Finlàndia. El metall normalment es deixava nu i estava construït amb xapa galvanitzada, també es podia pintar. L'escalfador de ceràmica revestit de metall es coneix com a pönttöuuni en finès i plåtugn a les regions de parla sueca.
A la construcció es va utilitzar morter d'argila en lloc de ciment, la sortida de la xemeneia sovint es col·locava a la base de l'escalfador de manera que l'escalfador pogués estar lliure a causa del moviment de l'expansió i la contracció tèrmica.
Els avantatges de cobrir l'escalfador amb xapa inclouen l'eliminació gairebé total de les fuites de fum a l'habitació, això al seu torn permet que l'escalfador es dispari amb més freqüència i més calor que la seva contrapart enrajolat, que podria desenvolupar esquerdes i fuites de fum si es manipula de manera similar. La superfície metàl·lica també era fàcil de mantenir neta. Els anells són reutilitzables i un cop desgastat l'escalfador de ceràmica es podria enderrocar i reconstruir amb maons nous.
El pönttöuuni encara està en producció a Finlàndia. Els desenvolupaments moderns podrien incloure portes de vidre, combustió secundària dels gasos de combustió mitjançant la introducció d'aire fresc per sobre de les flames ajuden a complir els estàndards moderns. L'escalfador es pot construir amb materials diferents del maó tradicional. El maó encara s'utilitza, però en els escalfadors moderns la caixa de foc en si està feta de maó refractari d'alta temperatura, la resta de l'escalfador està fet de maons més barats. En els escalfadors tradicionals, l'interior de la caixa de foc sovint estava cobert amb morter d'argila per protegir-se.

## Fonts de combustible

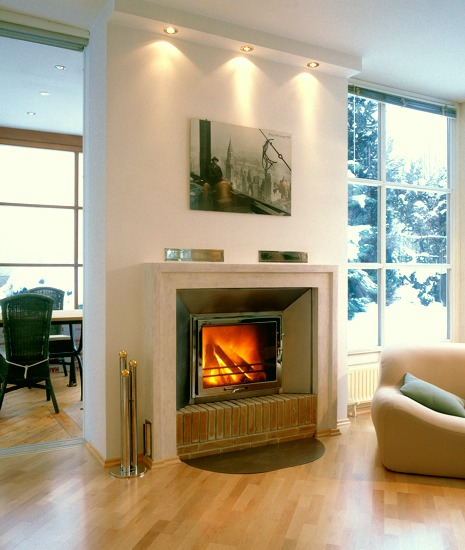
Escalfador modern de ceràmica

## Galeria

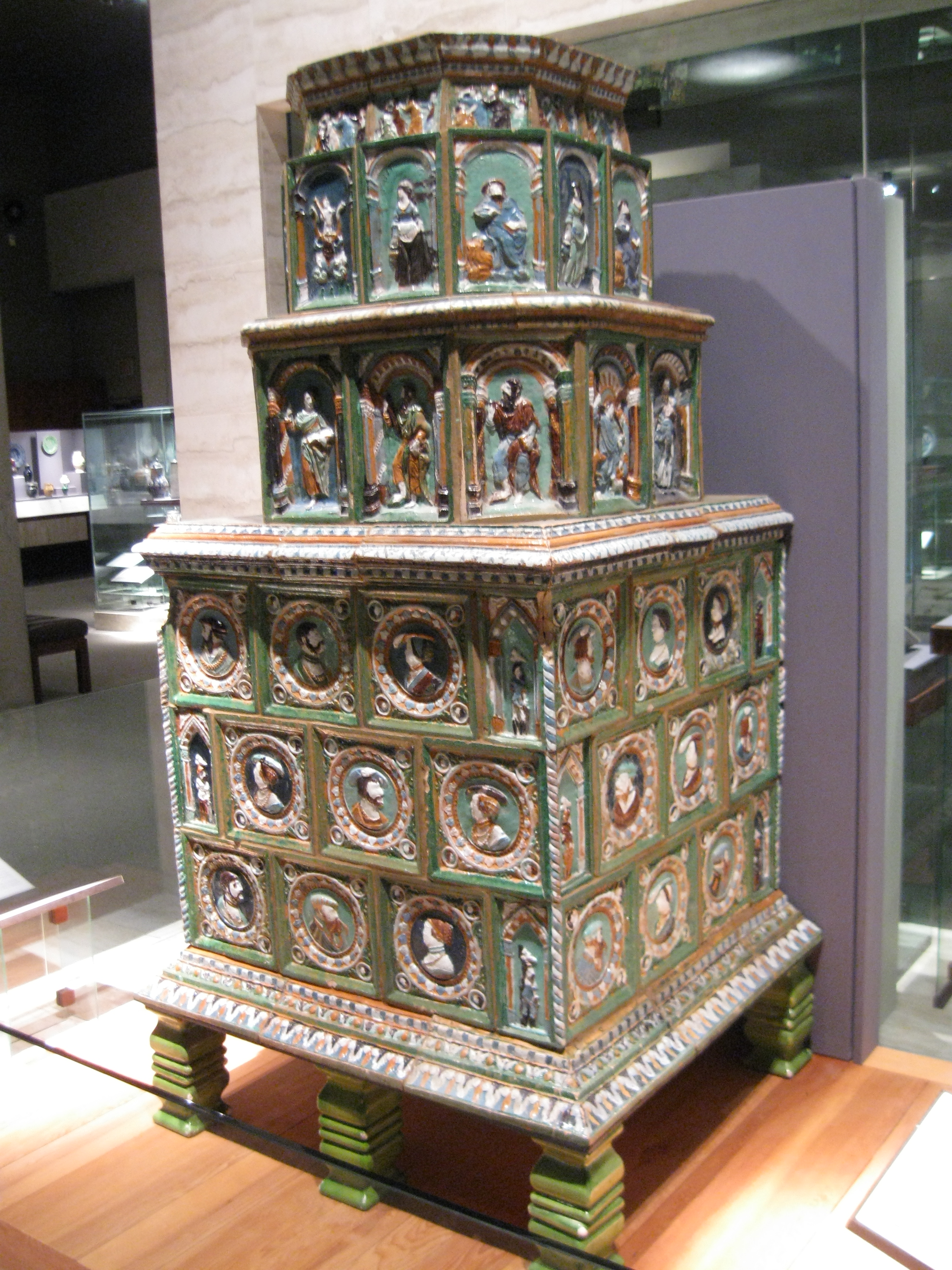
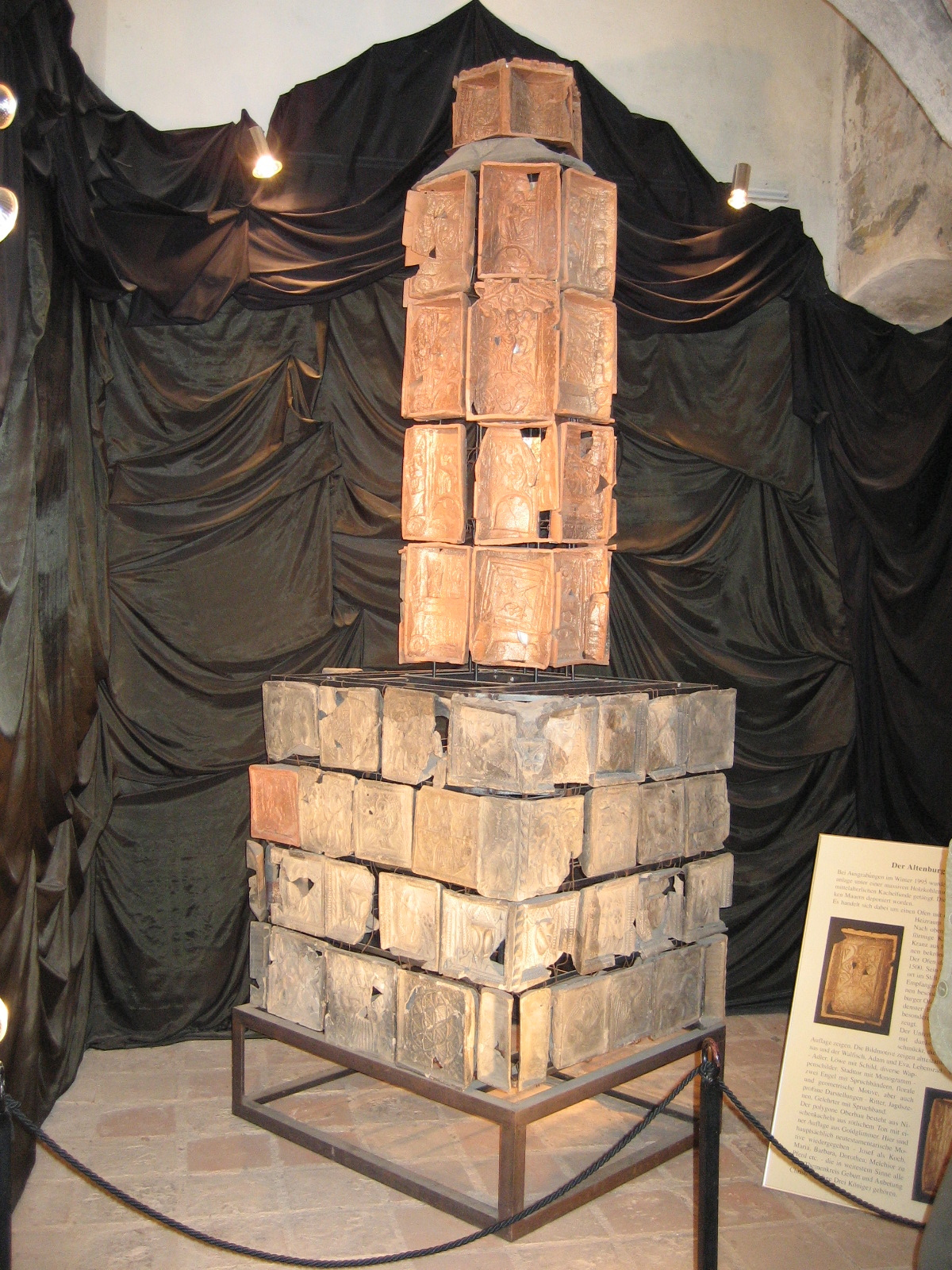
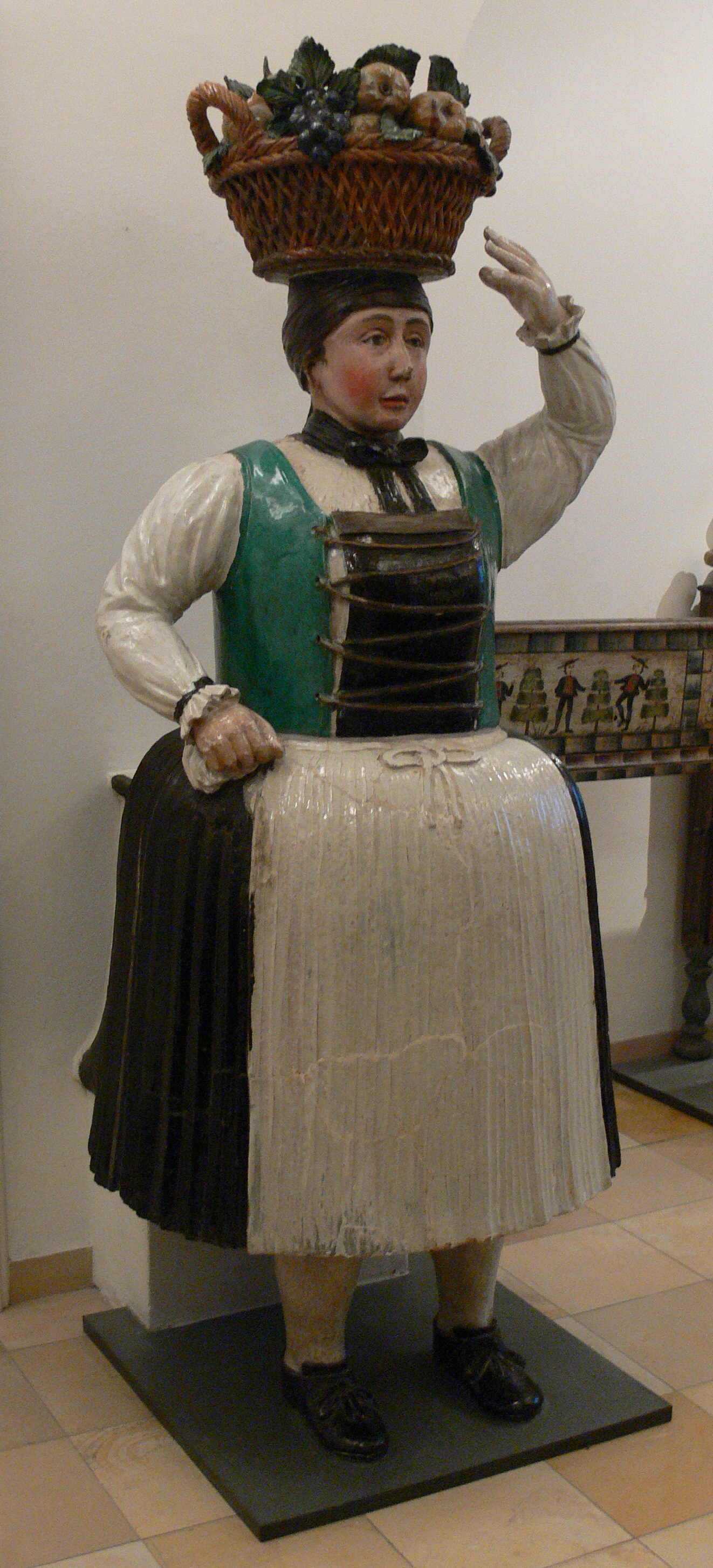
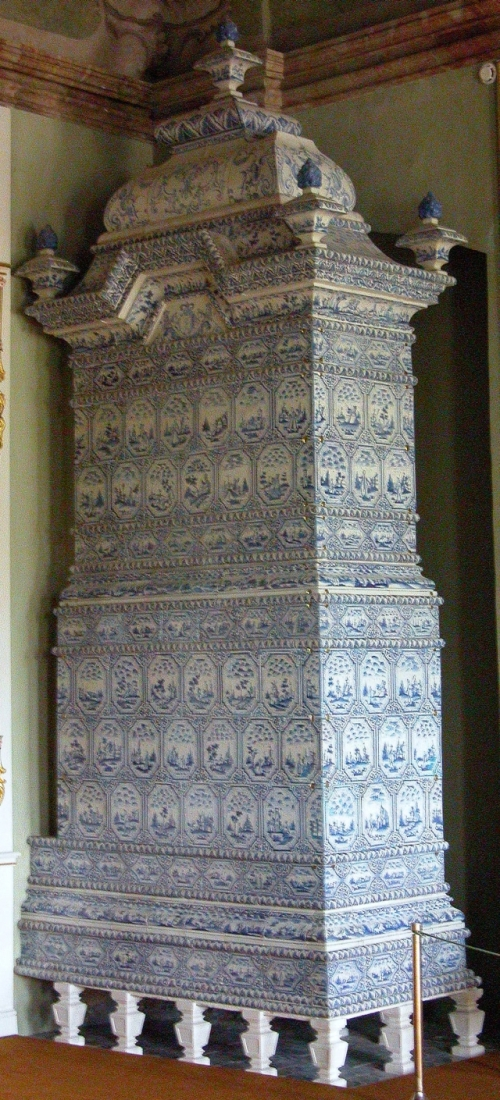
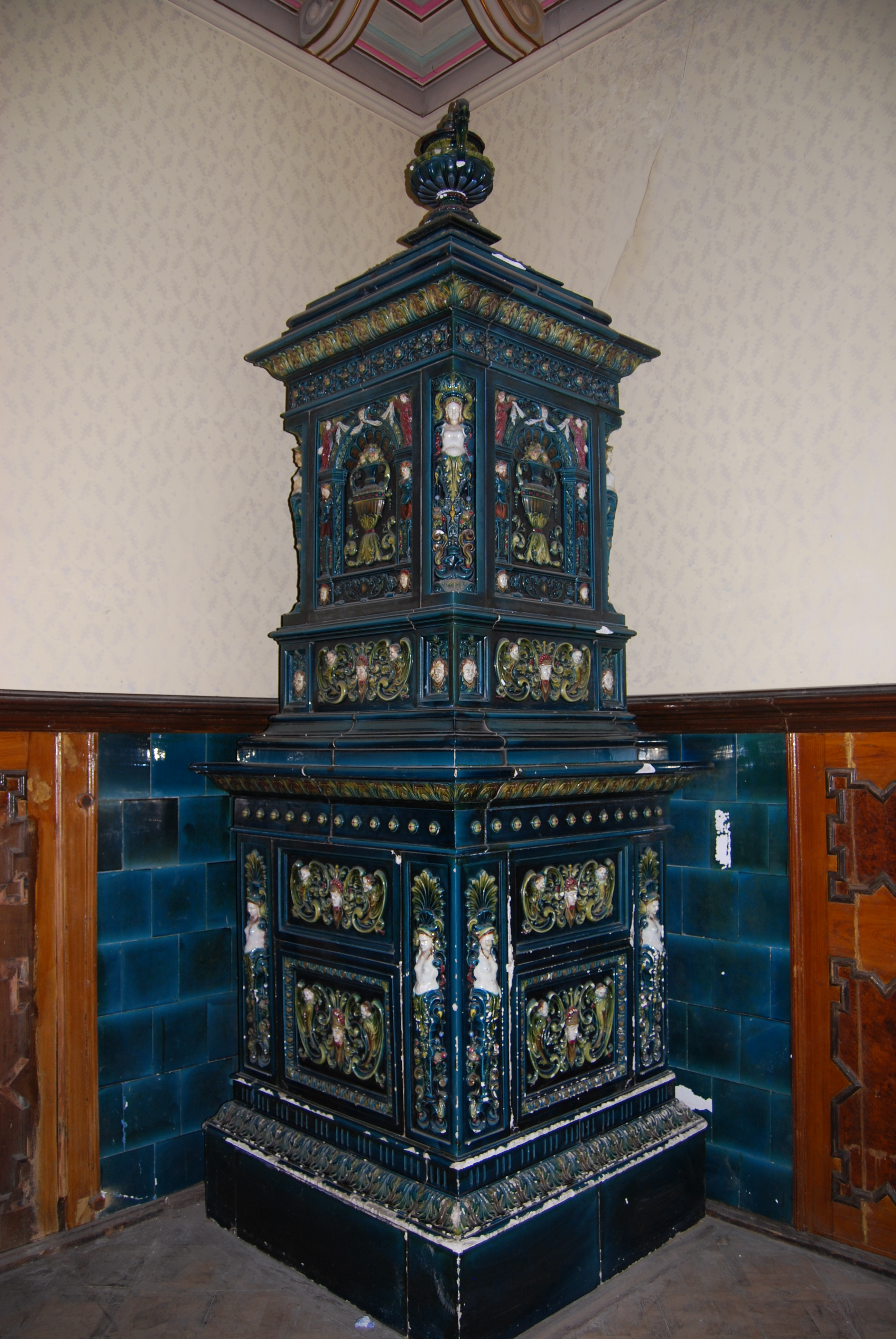
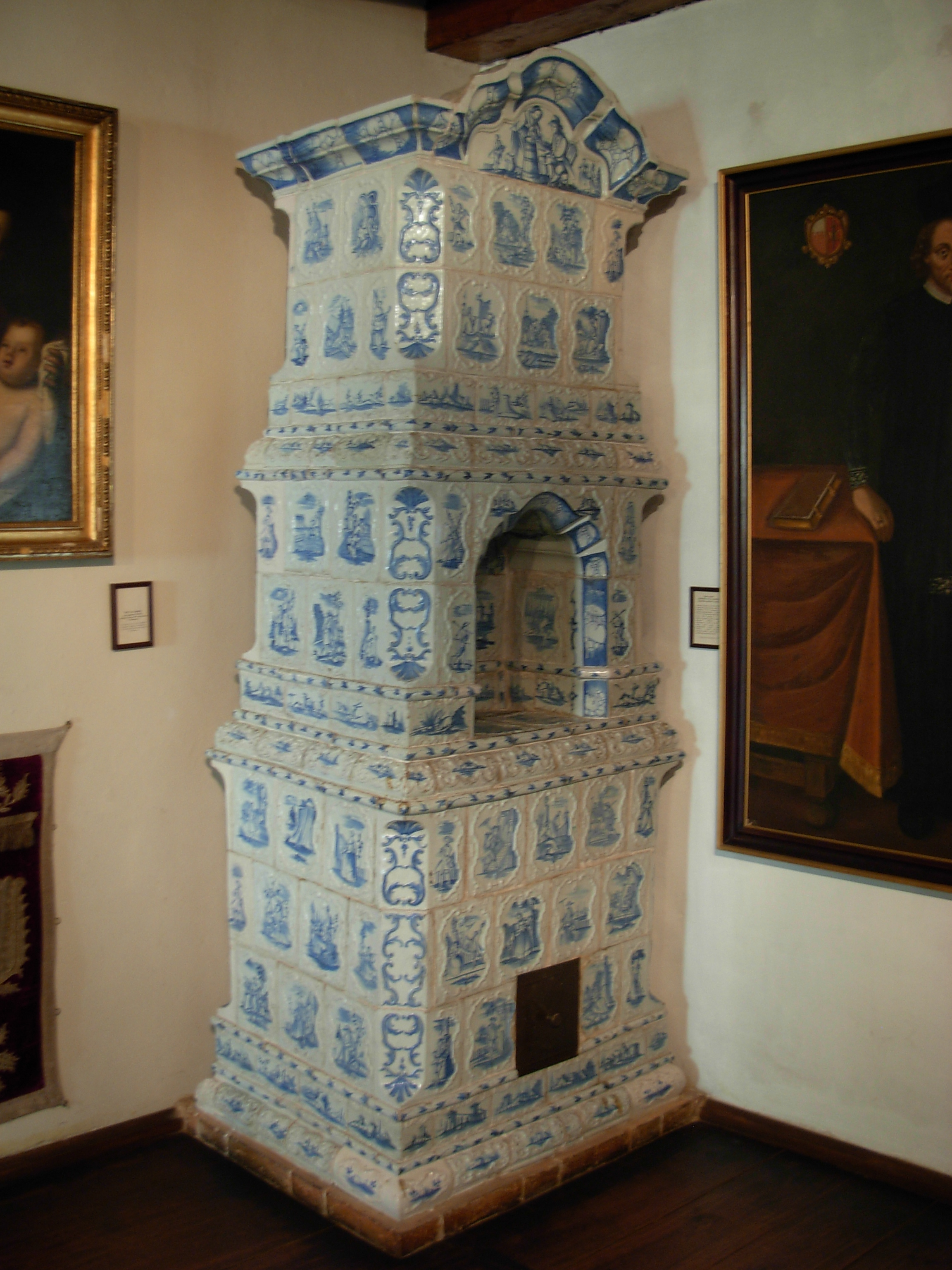
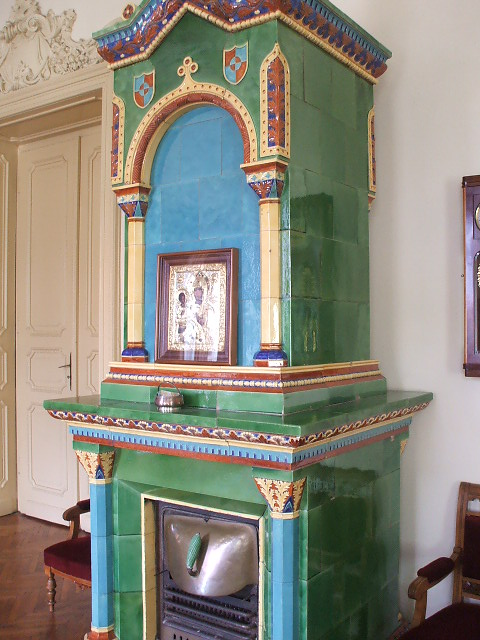
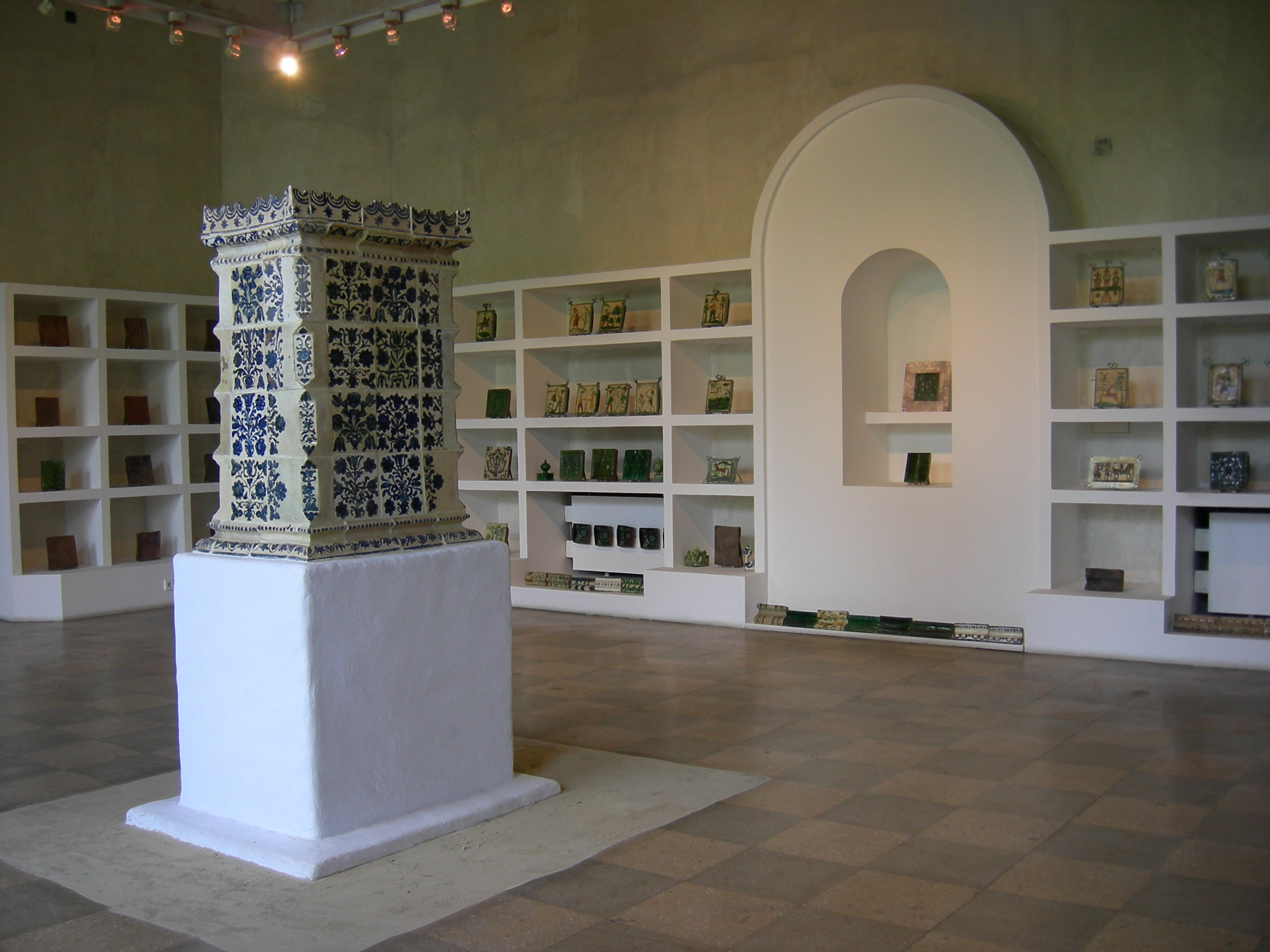
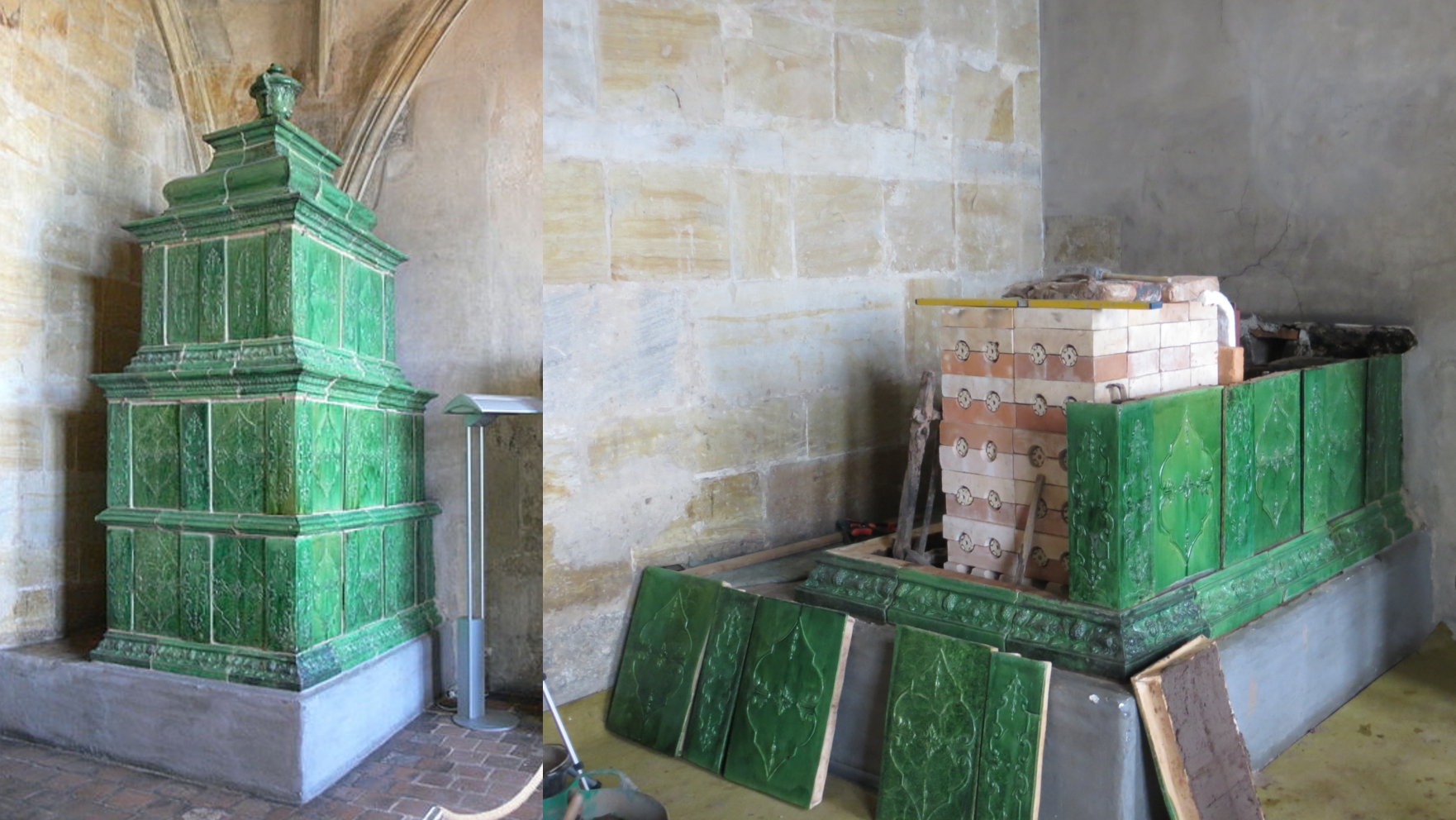
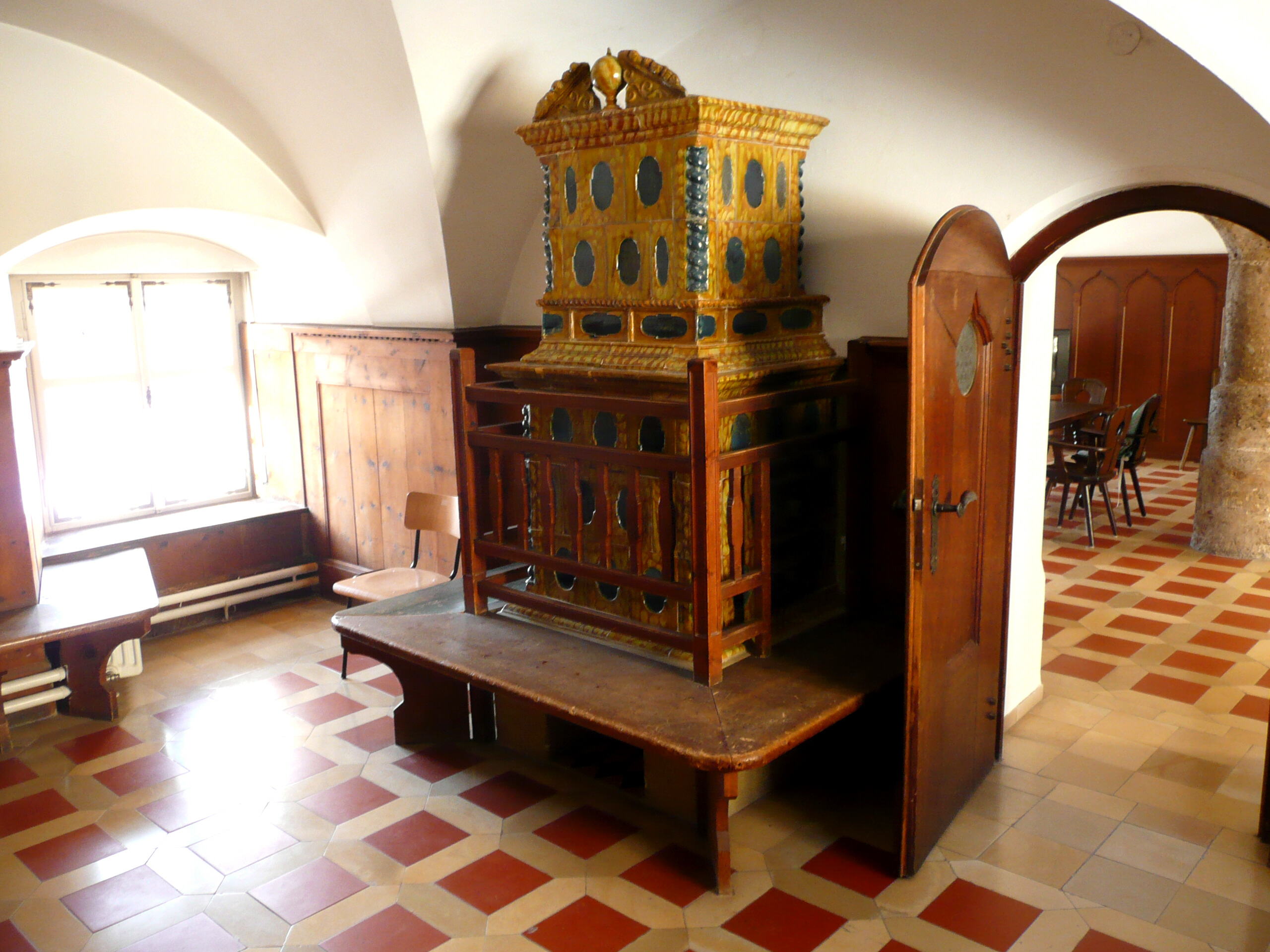
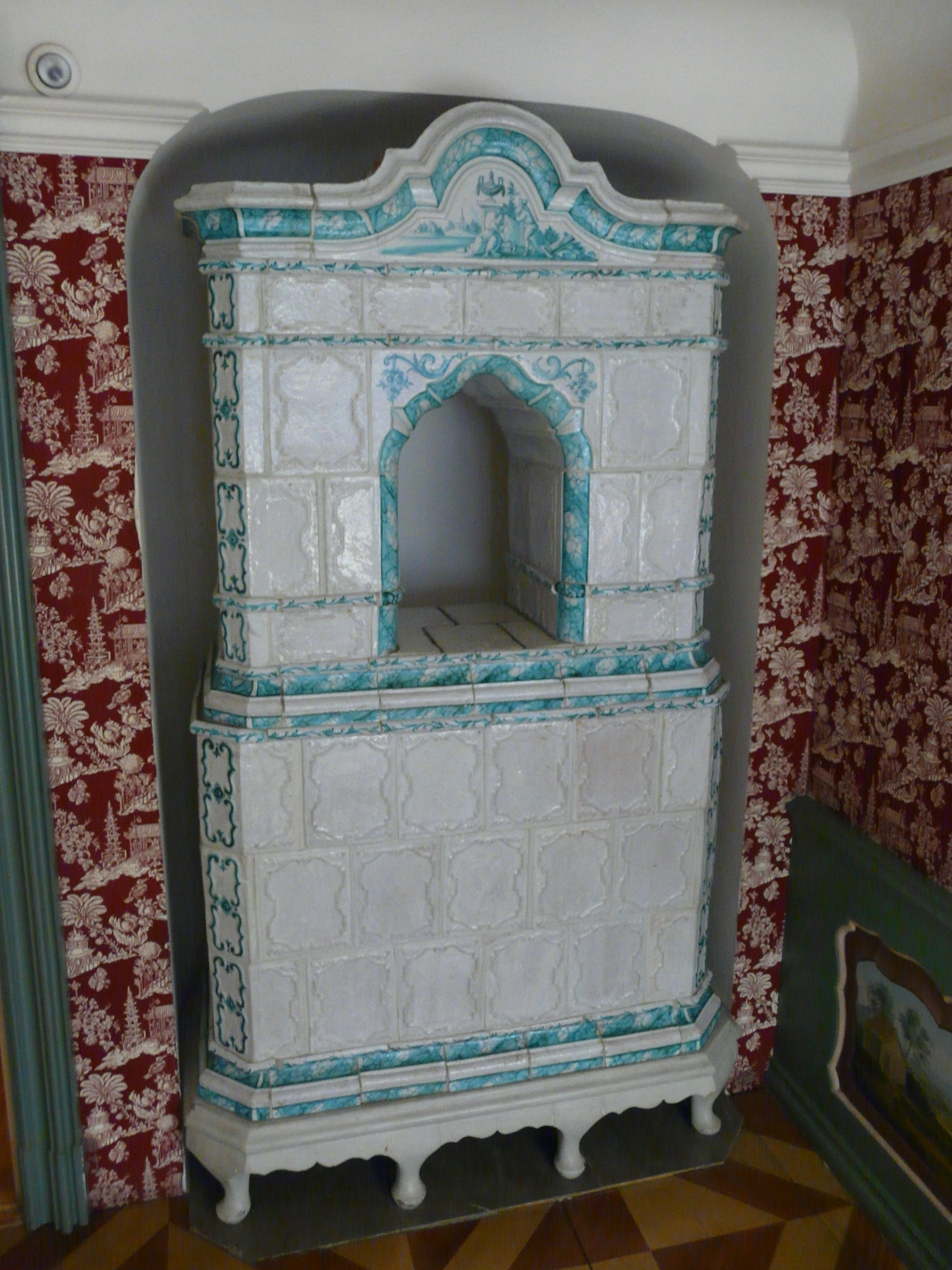
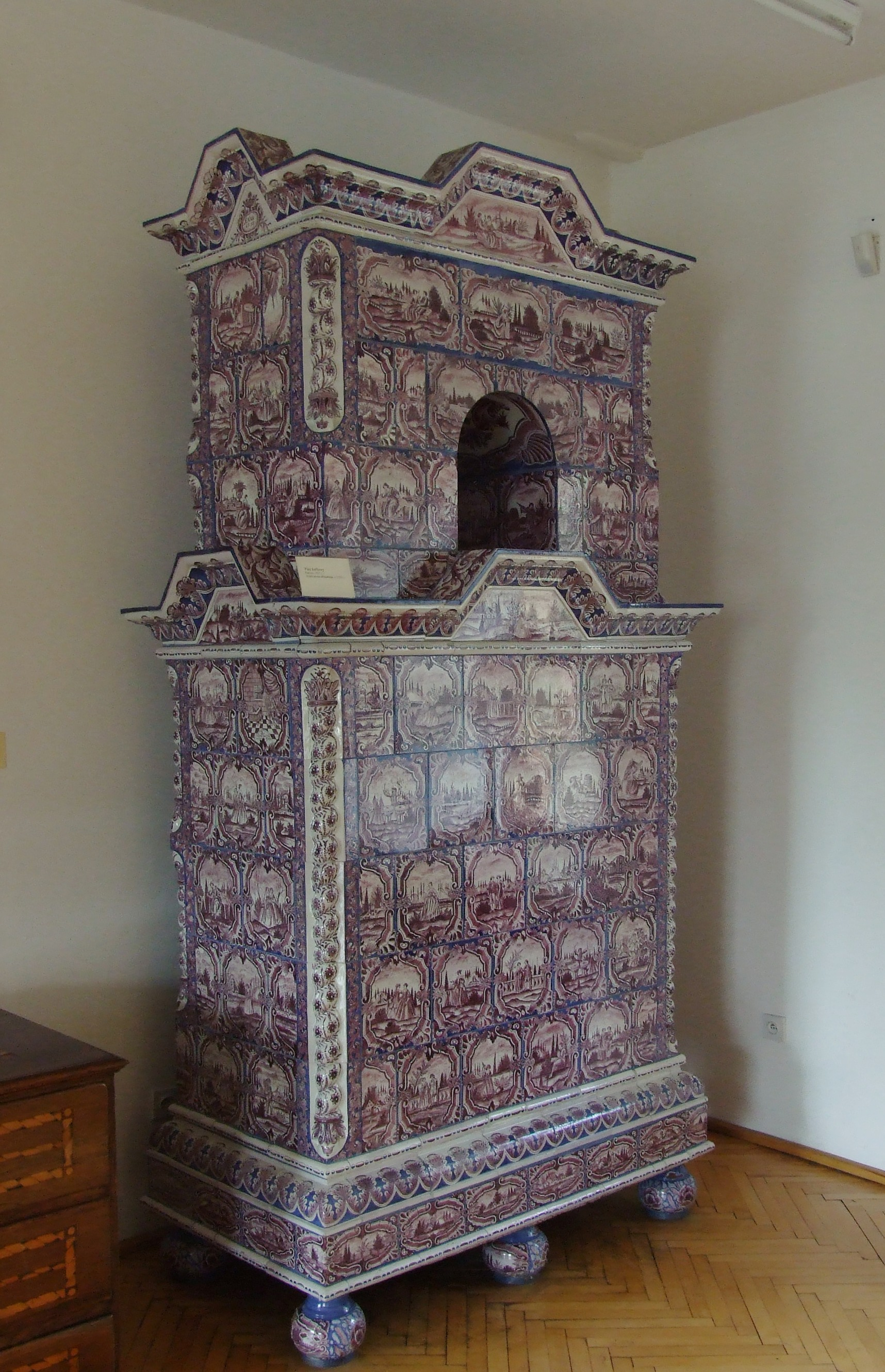
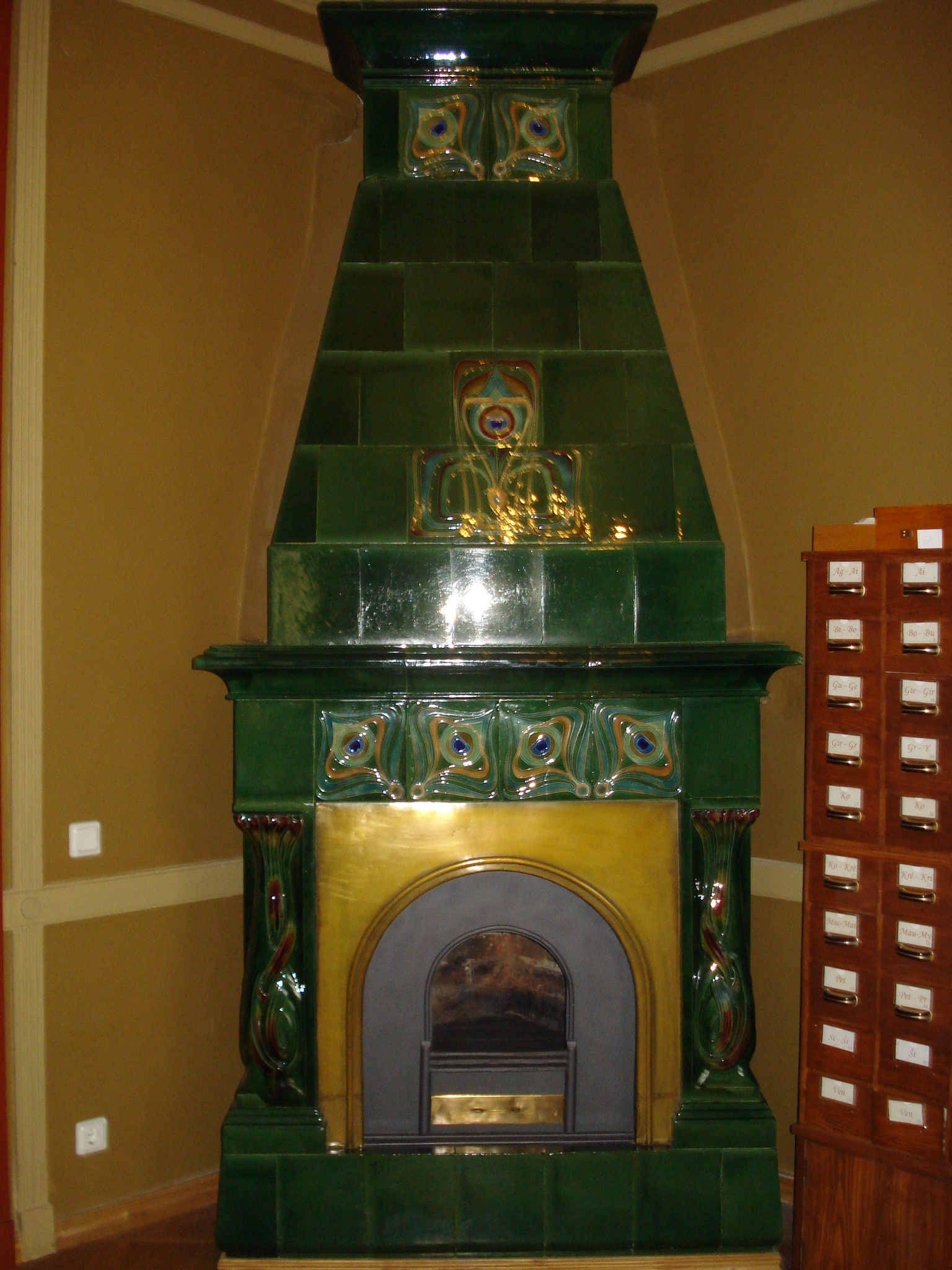
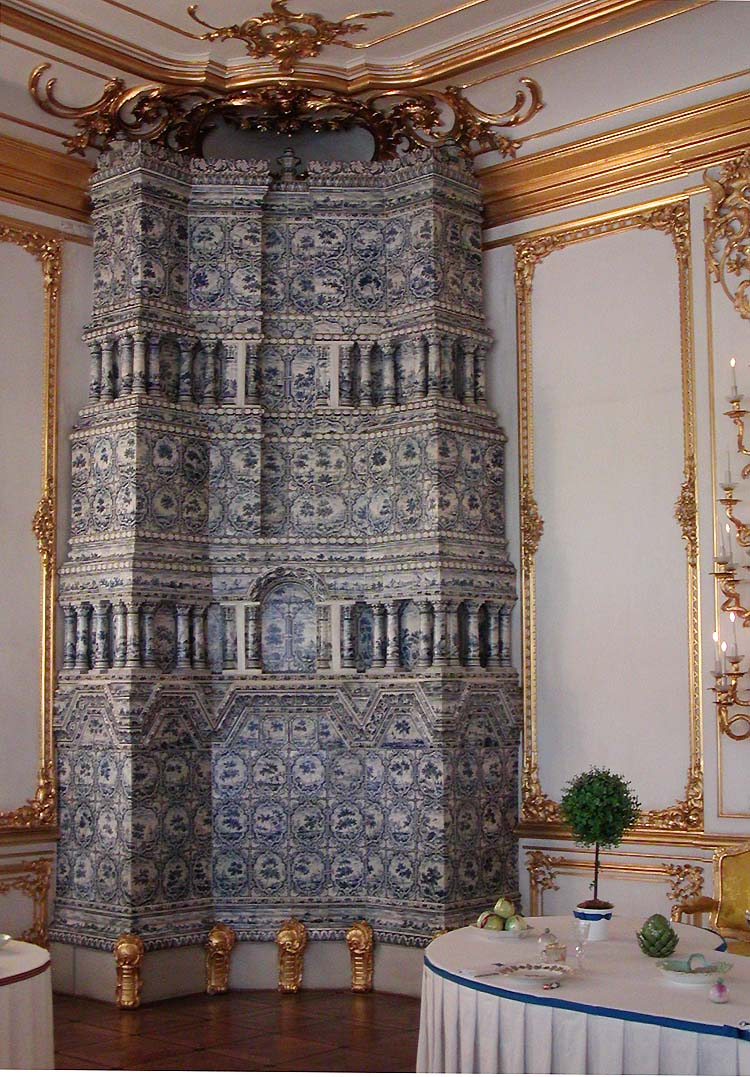
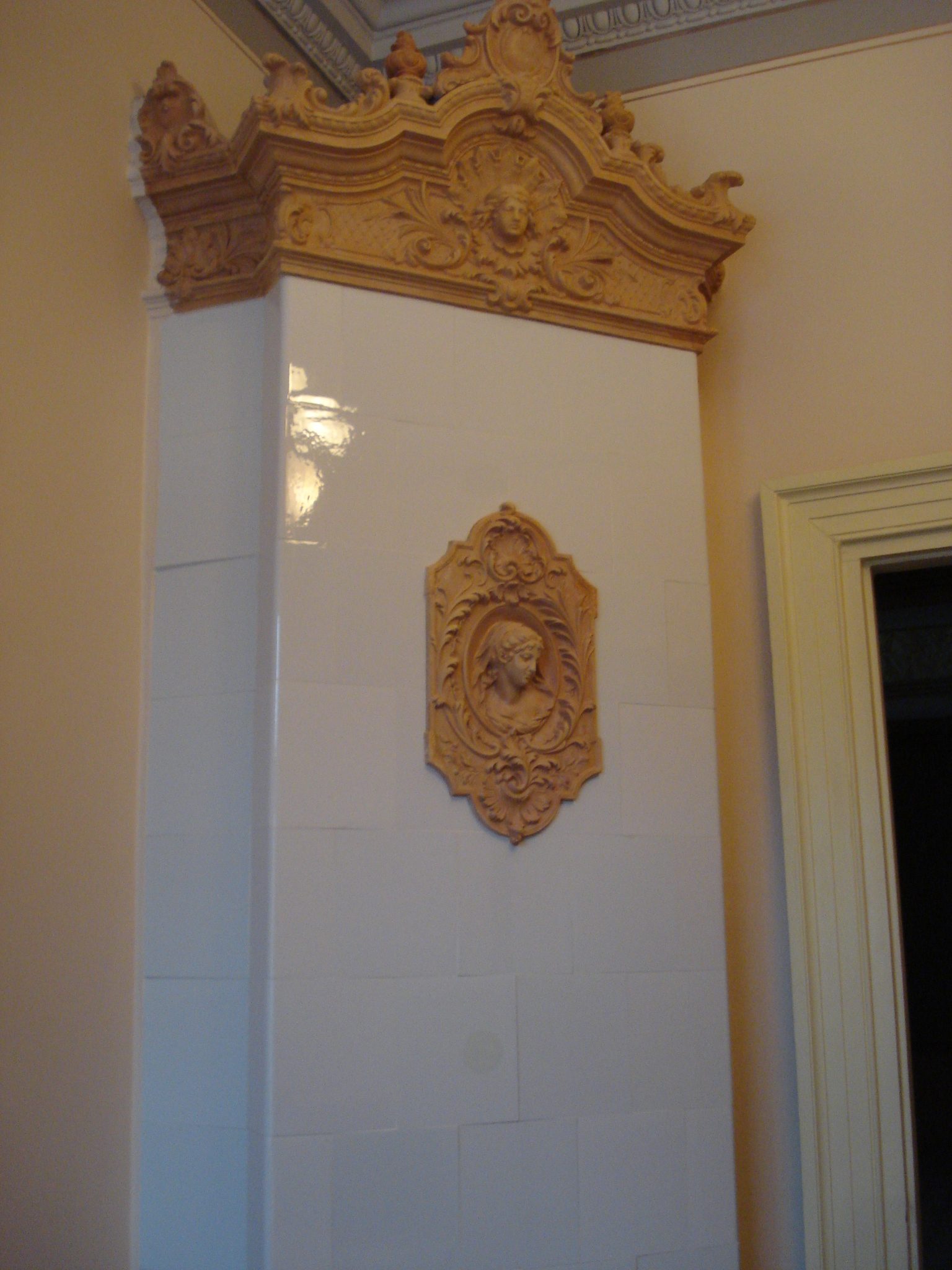
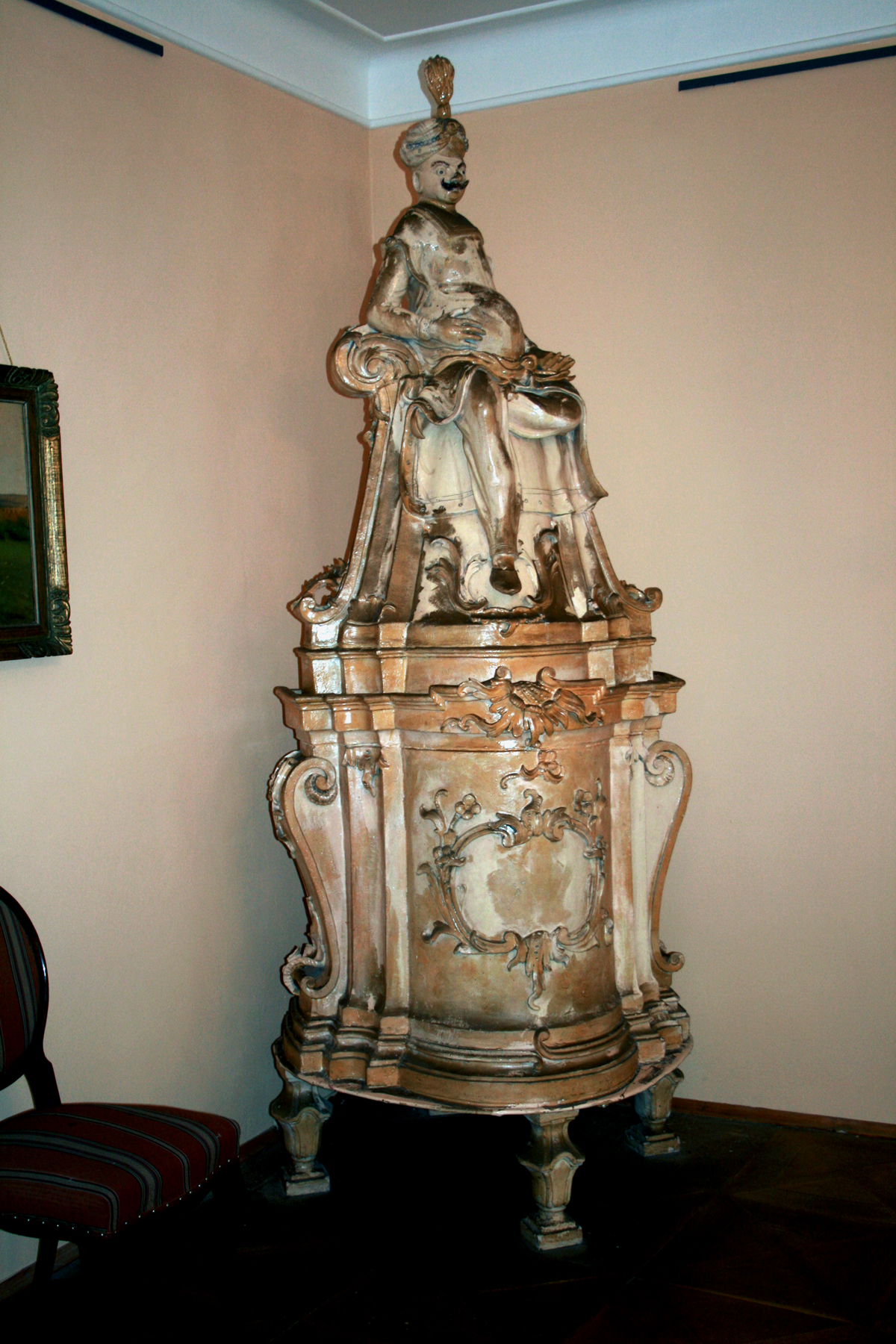
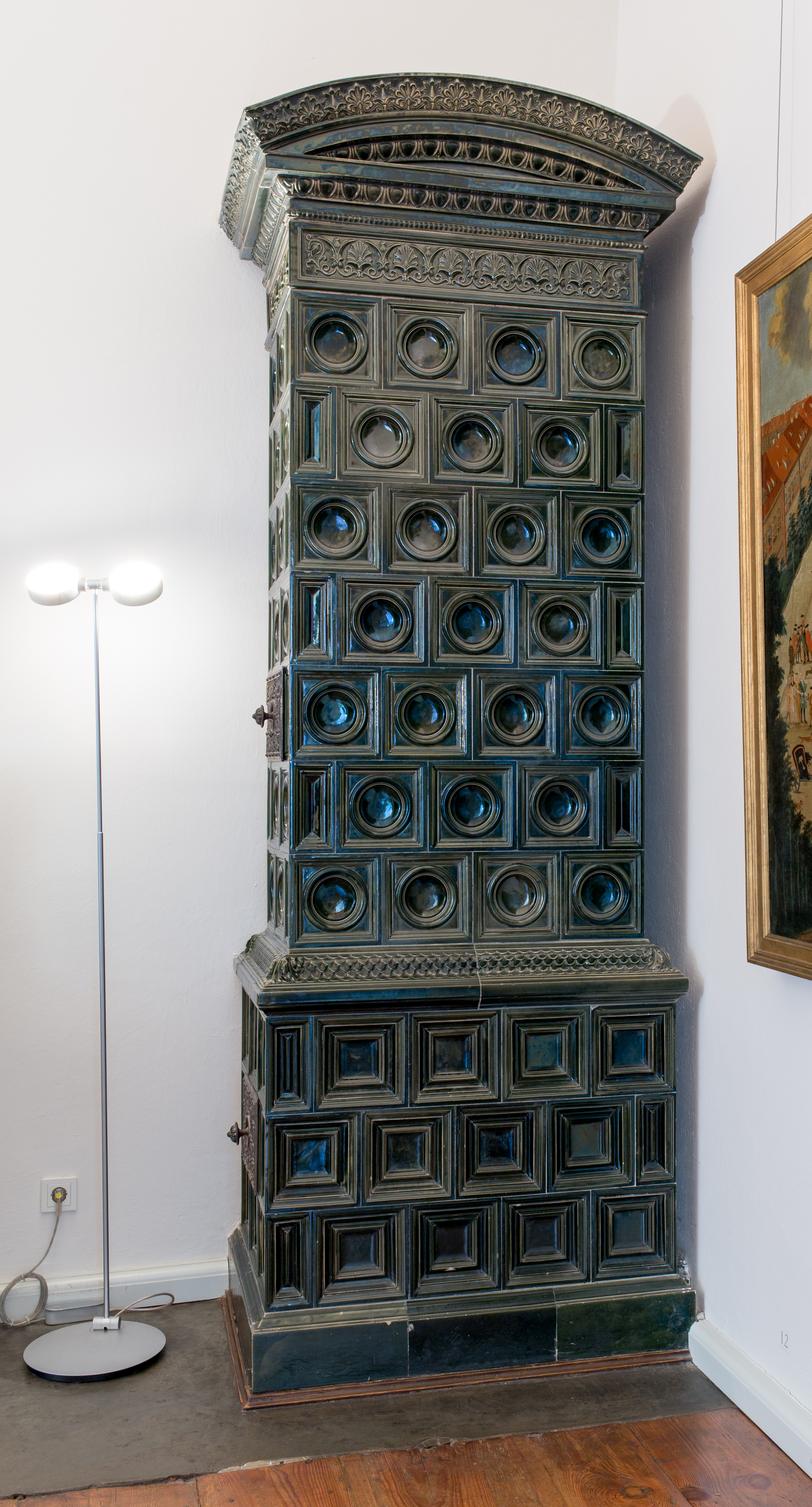
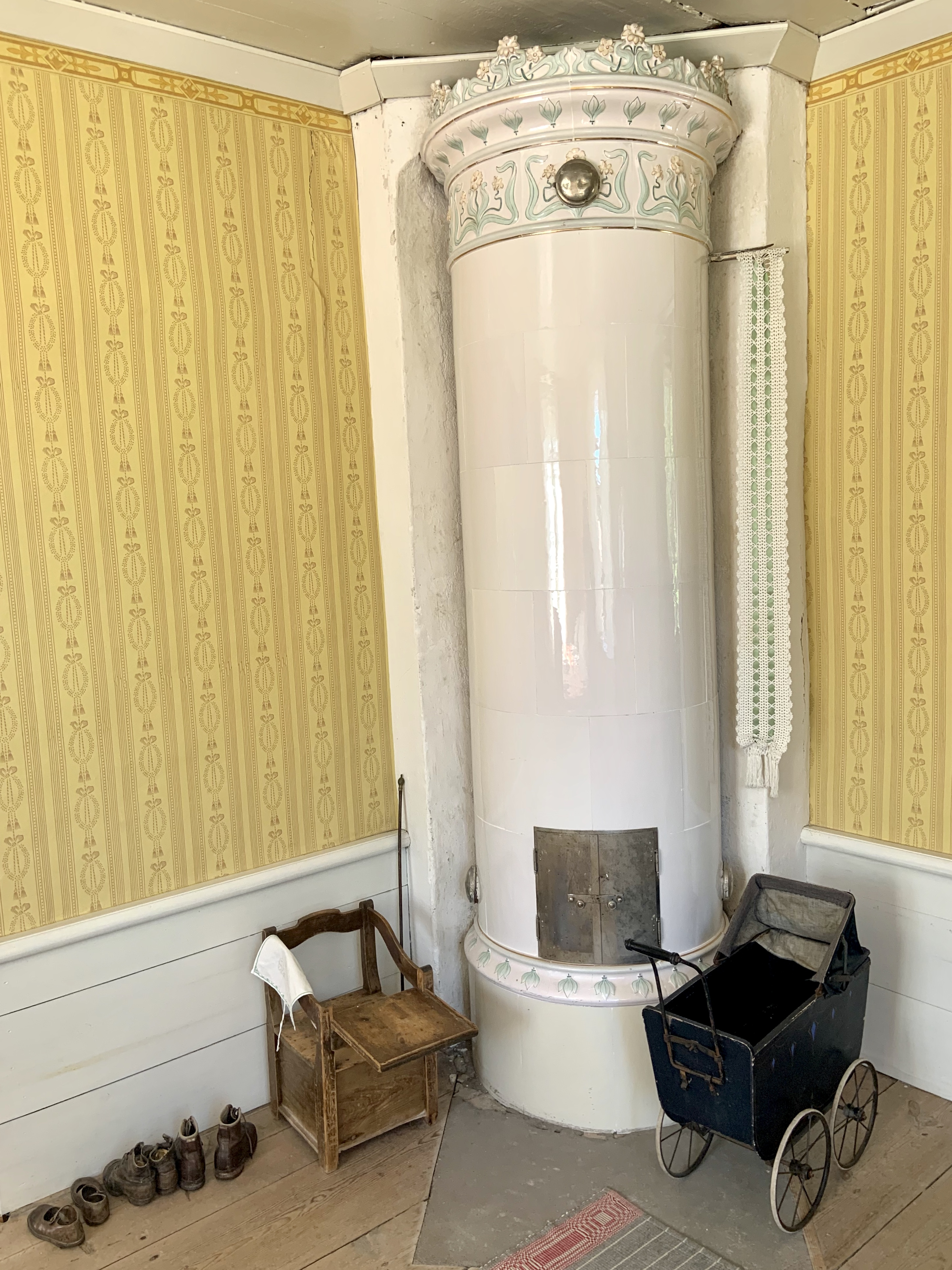